# Vítězslav Jaroš
Vítězslav Jaroš (Příbram, 23 de julio de 2001) es un futbolista checo que juega en la demarcación de portero para el Ajax de Ámsterdam de la Eredivisie.

## Selección nacional
Tras jugar con las categorías inferiores de la selección, finalmente el 7 de junio de 2024 hizo su debut con la selección de República Checa en un partido amistoso contra Malta que finalizó con un resultado de 7-1 a favor del combinado checo tras los goles de Antonín Barák, Ondřej Lingr, Václav Černý y un doblete de David Jurásek y Mojmír Chytil para el combinado checo, y de Paul Mbong para Malta.

### Participaciones en Eurocopas
| Copa          | Sede     | Resultado    | Partidos | Goles |
| ------------- | -------- | ------------ | -------- | ----- |
| Eurocopa 2024 | Alemania | Primera fase | 0        | 0     |

## Clubes
| Club                              | País         | Año       | Partidos | Goles recibidos |
| --------------------------------- | ------------ | --------- | -------- | --------------- |
| Liverpool FC                      | Inglaterra   | 2020      | 0        | 0               |
| St Patrick's Athletic FC (cedido) | Irlanda      | 2020-2021 | 39       | 41              |
| Notts County FC (cedido)          | Inglaterra   | 2021-2022 | 15       | 25              |
| Stockport County FC (cedido)      | Inglaterra   | 2022-2024 | 13       | 12              |
| SK Sturm Graz (cedido)            | Austria      | 2024      | 21       | 20              |
| Liverpool FC                      | Inglaterra   | 2024-     | 2        | 2               |
| Ajax de Ámsterdam                 | Países Bajos | 2025-act. |          |                 |